# Oliver Gray
Oliver Gray (Woking, 28 de abril de 2004) é um automobilista britânico. Ele competiu no Campeonato Britânico de Fórmula 4 de 2022 com a equipe Carlin, onde terminou como vice-campeão.

## Carreira

### Fórmulas inferiores
Gray começou sua carreira em monopostos em 2021, pilotando pela Fortec Motorsport no Campeonato Britânico de Fórmula 4.

### Fórmula 3
Em 16 de janeiro de 2023, foi anunciado que Gray faria parte da escalação da equipe Rodin Carlin para a disputa da temporada de 2023 do Campeonato de Fórmula 3 da FIA ao lado de Hunter Yeany e Ido Cohen.

### Fórmula 1
Em março de 2022, foi anunciado que Gray havia ingressado na Williams Driver Academy. Ele deixou o problema de jovens pilotos da Williams em 2023.